# Maria Beatrice di Savoia (principessa d'Italia)
Maria Beatrice di Savoia (nome completo in italiano Maria Beatrice Elena Margherita Ludovica Caterina Francesca Romana; Roma, 2 febbraio 1943) è una principessa italiana.
È la quarta figlia dell'ultimo re d'Italia Umberto II e della regina Maria José.

## Biografia

### Infanzia e gioventù
La principessa Maria Beatrice è nata nel 1943 a Roma. Aveva tre anni quando la sua famiglia dovette trasferirsi in esilio presso Villa Italia a Cascais, nel Portogallo, a causa del referendum del 2 giugno. Venne allevata da una governante e da un'istitutrice, restando sempre lontana da sua madre che viveva in Svizzera.

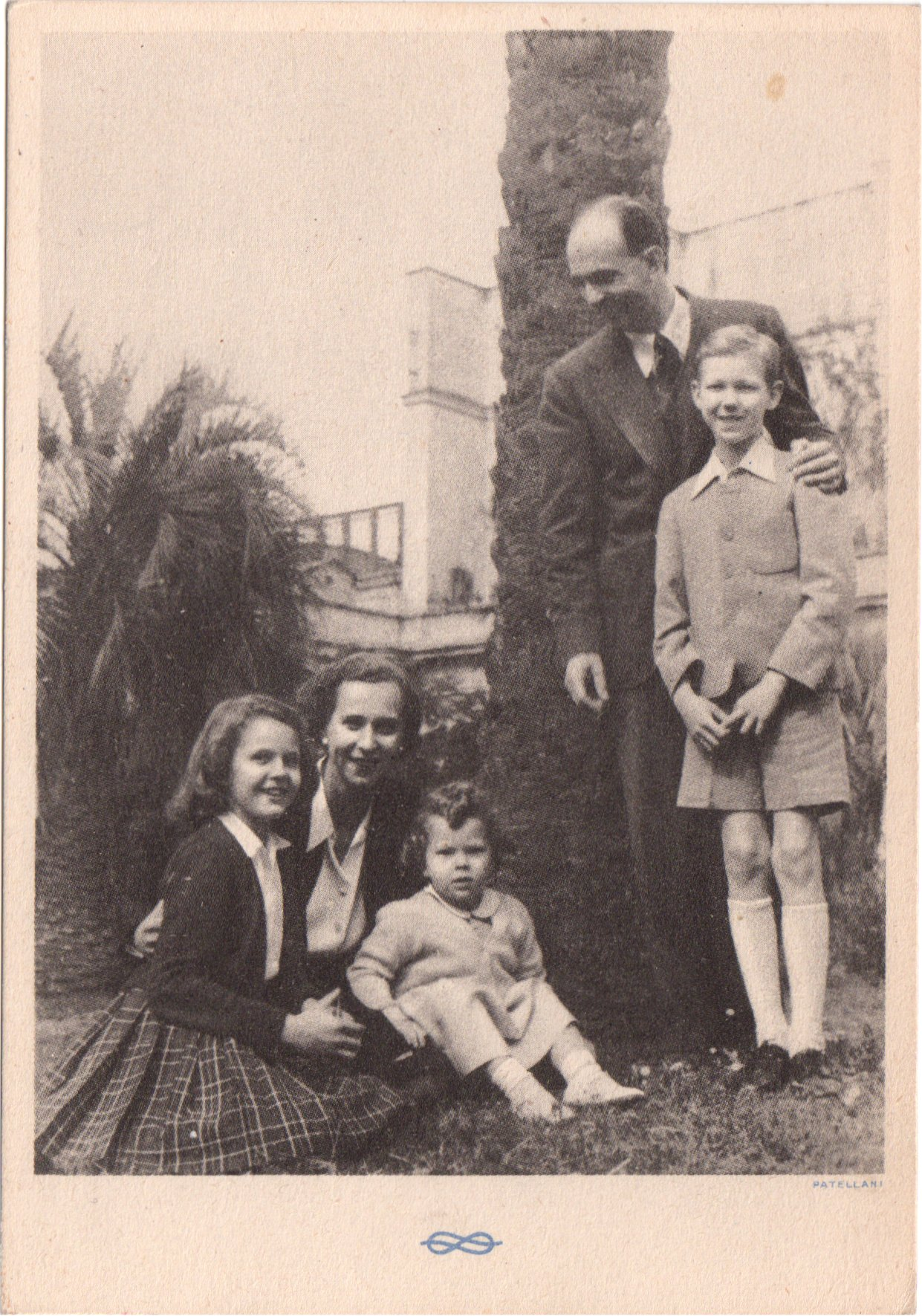
Maria Beatrice con la famiglia nei giardini del Quirinale, nel 1945

Abitò con il padre fino ai vent'anni, quando si trasferì a Londra e cominciò a dividersi tra l'Inghilterra e la Svizzera. In questo periodo iniziò a vivere con una certa sregolatezza, mostrando la sua insofferenza alle regole e suscitando costante interesse per la stampa. Furono i giornali ad affibbiarle il nomignolo di "Titti" (da lei sempre disprezzato) e a causa delle sue relazioni non convenzionali il padre decise di tagliarle l'appannaggio.
Intrattenne per tre anni una convivenza con lo studente Gianni Tosetti, che intendeva prenderla in moglie, ma decise di chiudere il rapporto non volendo una relazione così stretta. Nel 1966 si innamorò dell'avvocato e torero madrileno Victoriano Valencia (1935). I due iniziarono una relazione, ma lui considerava di poco conto il loro legame e decise di lasciarla dopo sei mesi di frequentazione.
Il 18 marzo 1967 Maria Beatrice tentò di suicidarsi, sparandosi al petto con un colpo di pistola. Non riuscì a centrare il cuore, perforandosi un polmone. I famigliari cercarono di narrare l'accaduto come un fatto accidentale, con il duplice scopo di non far preoccupare Umberto II e di non alimentare la pressione mediatica.
In seguito a un periodo di convalescenza, incontrò di nuovo Maurizio Arena, presentatole in passato da Valencia. Nell'estate dello stesso anno iniziarono a legare dal punto di vista sentimentale, suscitando la piena disapprovazione dei parenti di lei, convinti che l'attore volesse utilizzare Maria Beatrice per riavere un po' di notorietà, dato che la sua fama era in declino.
All'inizio del 1968 la loro storia giunse alla fine e la stessa principessa parlò aspramente del suo rapporto con Arena. Dichiarò di essere stata plagiata e le sue affermazioni portarono la famiglia dell'ex fidanzato a querelarla e a vincere la causa.

### Vita familiare
Maria Beatrice tentò per la seconda volta di mettere fine alla sua vita, gettandosi da una finestra a Ginevra. Anche questa volta si salvò per caso, precipitando su un tendone.
La caduta le causò la rottura del bacino e nello stesso periodo ebbe inizio la sua disintossicazione dall'alcol. Nel 1969 conobbe il docente argentino Luis Rafael Reyna Dillon (18 aprile 1939 - 17 febbraio 1999), figlio di César Augusto Reyna Corvalán e di Amalia María Dillon Calvo, che all'epoca lavorava in ambito diplomatico a Ginevra.
Si sposarono con rito civile il 1⁰ aprile 1970 in Messico, mentre Maria Beatrice era incinta del primo figlio, Rafael Humberto, e con cerimonia religiosa nel gennaio 1971 a Córdoba. Nello stesso anno venne alla luce Patrizio, che morì poco dopo la nascita, e nel 1973 fu la volta della figlia Azaea.
La principessa abitò con la famiglia a Cuernavaca, presso Villa Lupo, dove il marito era diventato professore di Diritto Internazionale all'università. Fu suo padre, Umberto II, a consigliarle di stabilirsi all'estero, per mettere a tacere qualsiasi voce sul suo conto. Dal 1991 si unì a loro la regina Maria José, per via del clima ottimale del luogo che aiutava la sua salute vulnerabile.
In questo periodo della sua vita fu attiva nella beneficenza e contro l'alcolismo. Tuttavia, negli anni '90, il rapporto con il marito cominciò a incrinarsi e iniziò a soffrire di depressione quando il figlio si suicidò, nel 1994. Maria Beatrice e Luis giunsero alla separazione nel 1995 e al divorzio nel 1998.

### Ultimi anni
Già nel 1996 abbandonò il Messico con sua madre, vivendo negli anni seguenti in Svizzera e negli Stati Uniti d'America. Durante una vacanza alle Bahamas ricevette la notizia della morte dell'ex marito, in circostanze mai chiarite.
L'arredamento della residenza fu venduto all'asta da Christie's, scatenando polemiche da parte degli altri fratelli che lo reputavano un bene di Umberto II.
A fine marzo 2006 Maria Beatrice e le sorelle rassegnarono le dimissioni dall'Ordine dei Santi Maurizio e Lazzaro, dichiarando di non riconoscere più nell'Ordine la sua originaria conformazione.

## Discendenza
Maria Beatrice di Savoia e Luis Reyna ebbero due figli e una figlia:
- Rafael Humberto Reyna y de Saboya (Città del Messico, 21 settembre 1970 - Boston, 29 aprile 1994), fidanzato con Margaret Beatty Tyler (1966) da cui avuto postumo:
  - Uriel Reyna Tyler (1994).
- Patricio Reyna y de Saboya (nato e morto nel 1971);
- Azaea Beatriz Reyna y de Saboya (New York, 11 novembre 1973), sposata con Arturo Pando y Mundet (1971), divorziarono nel 1998:[2]
  - María José Pando Reyna (1996).

## Titoli e trattamento
- 2 febbraio 1943 - attuale: Sua Altezza Reale, la principessa Maria Beatrice di Savoia, Principessa d’Italia

## Ascendenza
|                                 |                    |                                   | Genitori                                  |  |  | Nonni |  |  | Bisnonni            |  |  | Trisnonni                      |  |
|                                 |                    |                                   |                                           |  |  |       |  |  | Umberto I di Savoia |  |  | Vittorio Emanuele II di Savoia |  |
|                                 |                    |                                   |                                           |  |  |       |  |  | Umberto I di Savoia |  |  | Vittorio Emanuele II di Savoia |  |
|                                 |                    | Maria Adelaide d'Asburgo-Lorena   |                                           |  |  |       |  |  | Umberto I di Savoia |  |  |                                |  |
| Vittorio Emanuele III di Savoia |                    |                                   |                                           |  |  |       |  |  | Umberto I di Savoia |  |  |                                |  |
|                                 |                    | Margherita di Savoia              | Ferdinando di Savoia-Genova               |  |  |       |  |  |                     |  |  |                                |  |
|                                 |                    | Margherita di Savoia              | Ferdinando di Savoia-Genova               |  |  |       |  |  |                     |  |  |                                |  |
|                                 |                    | Margherita di Savoia              | Elisabetta di Sassonia                    |  |  |       |  |  |                     |  |  |                                |  |
| Umberto II di Savoia            |                    | Margherita di Savoia              |                                           |  |  |       |  |  |                     |  |  |                                |  |
|                                 |                    | Nicola I del Montenegro           | Mirko Petrović-Njegoš                     |  |  |       |  |  |                     |  |  |                                |  |
|                                 |                    | Nicola I del Montenegro           | Mirko Petrović-Njegoš                     |  |  |       |  |  |                     |  |  |                                |  |
|                                 |                    | Nicola I del Montenegro           | Anastasia Martinović                      |  |  |       |  |  |                     |  |  |                                |  |
| Elena del Montenegro            |                    | Nicola I del Montenegro           |                                           |  |  |       |  |  |                     |  |  |                                |  |
|                                 |                    | Milena Vukotić                    | Pietro Vukotić                            |  |  |       |  |  |                     |  |  |                                |  |
|                                 |                    | Milena Vukotić                    | Pietro Vukotić                            |  |  |       |  |  |                     |  |  |                                |  |
|                                 |                    | Milena Vukotić                    | Jelena Voivodić                           |  |  |       |  |  |                     |  |  |                                |  |
| Maria Beatrice di Savoia        |                    | Milena Vukotić                    |                                           |  |  |       |  |  |                     |  |  |                                |  |
|                                 | Filippo del Belgio | Leopoldo I del Belgio             |                                           |  |  |       |  |  |                     |  |  |                                |  |
|                                 | Filippo del Belgio | Leopoldo I del Belgio             |                                           |  |  |       |  |  |                     |  |  |                                |  |
|                                 | Filippo del Belgio | Luisa d'Orléans                   |                                           |  |  |       |  |  |                     |  |  |                                |  |
| Alberto I del Belgio            | Filippo del Belgio |                                   |                                           |  |  |       |  |  |                     |  |  |                                |  |
|                                 |                    | Maria di Hohenzollern-Sigmaringen | Carlo Antonio di Hohenzollern-Sigmaringen |  |  |       |  |  |                     |  |  |                                |  |
|                                 |                    | Maria di Hohenzollern-Sigmaringen | Carlo Antonio di Hohenzollern-Sigmaringen |  |  |       |  |  |                     |  |  |                                |  |
|                                 |                    | Maria di Hohenzollern-Sigmaringen | Giuseppina di Baden                       |  |  |       |  |  |                     |  |  |                                |  |
| Maria José del Belgio           |                    | Maria di Hohenzollern-Sigmaringen |                                           |  |  |       |  |  |                     |  |  |                                |  |
|                                 |                    | Carlo Teodoro in Baviera          | Massimiliano Giuseppe di Baviera          |  |  |       |  |  |                     |  |  |                                |  |
|                                 |                    | Carlo Teodoro in Baviera          | Massimiliano Giuseppe di Baviera          |  |  |       |  |  |                     |  |  |                                |  |
|                                 |                    | Carlo Teodoro in Baviera          | Ludovica di Baviera                       |  |  |       |  |  |                     |  |  |                                |  |
| Elisabetta di Baviera           |                    | Carlo Teodoro in Baviera          |                                           |  |  |       |  |  |                     |  |  |                                |  |
|                                 |                    | Maria José di Braganza            | Michele del Portogallo                    |  |  |       |  |  |                     |  |  |                                |  |
|                                 |                    | Maria José di Braganza            | Michele del Portogallo                    |  |  |       |  |  |                     |  |  |                                |  |
|                                 |                    | Maria José di Braganza            | Adelaide di Löwenstein-Wertheim-Rosenberg |  |  |       |  |  |                     |  |  |                                |  |
|                                 |                    | Maria José di Braganza            |                                           |  |  |       |  |  |                     |  |  |                                |  |